# Tyleria tremuloidea
Tyleria tremuloidea är en tvåhjärtbladig växtart som beskrevs av Bassett Maguire och Wurdack. Tyleria tremuloidea ingår i släktet Tyleria och familjen Ochnaceae. Inga underarter finns listade i Catalogue of Life.